# Isla Ganghwa
Ganghwa (en coreano: 강화도) es una isla en el estuario del río Han, en la costa oeste de Corea del Sur. La isla de Ganghwa está separada de Gimpo, en el continente, por un estrecho canal, que es atravesado por dos puentes. El canal principal del río Han la separa de la isla de Gaeseong en Corea del Norte.
Cerca de 65.500 personas viven en la isla. Con una superficie de 302,4 km², este territorio constituye la mayor parte del condado de Ganghwa, una división de la Municipalidad de Incheon. Alrededor de la mitad de la población de la isla reside en Ganghwa-eup, en la ciudad de Ganghwa, en la parte noreste de la isla. El punto más alto de la isla es Mani-san, a 469 metros sobre el nivel del mar. Es la quinta isla más grande de Corea del Sur.
Históricamente, es significativa por ser el lugar de incursiones punitivas por parte de los franceses, estadounidenses, y japoneses cuando Corea estaba saliendo de su aislamiento.

## Clima
| Parámetros climáticos promedio de Ganghwa (1991–2020) | Parámetros climáticos promedio de Ganghwa (1991–2020) | Parámetros climáticos promedio de Ganghwa (1991–2020) | Parámetros climáticos promedio de Ganghwa (1991–2020) | Parámetros climáticos promedio de Ganghwa (1991–2020) | Parámetros climáticos promedio de Ganghwa (1991–2020) | Parámetros climáticos promedio de Ganghwa (1991–2020) | Parámetros climáticos promedio de Ganghwa (1991–2020) | Parámetros climáticos promedio de Ganghwa (1991–2020) | Parámetros climáticos promedio de Ganghwa (1991–2020) | Parámetros climáticos promedio de Ganghwa (1991–2020) | Parámetros climáticos promedio de Ganghwa (1991–2020) | Parámetros climáticos promedio de Ganghwa (1991–2020) | Parámetros climáticos promedio de Ganghwa (1991–2020) |
| Mes                                                   | Ene.                                                  | Feb.                                                  | Mar.                                                  | Abr.                                                  | May.                                                  | Jun.                                                  | Jul.                                                  | Ago.                                                  | Sep.                                                  | Oct.                                                  | Nov.                                                  | Dic.                                                  | Anual                                                 |
| ----------------------------------------------------- | ----------------------------------------------------- | ----------------------------------------------------- | ----------------------------------------------------- | ----------------------------------------------------- | ----------------------------------------------------- | ----------------------------------------------------- | ----------------------------------------------------- | ----------------------------------------------------- | ----------------------------------------------------- | ----------------------------------------------------- | ----------------------------------------------------- | ----------------------------------------------------- | ----------------------------------------------------- |
| Temp. máx. abs. (°C)                                  | 12.6                                                  | 17.4                                                  | 22.3                                                  | 29.2                                                  | 31.0                                                  | 33.2                                                  | 35.5                                                  | 35.8                                                  | 31.7                                                  | 28.3                                                  | 23.8                                                  | 16.0                                                  | 35.8                                                  |
| Temp. máx. media (°C)                                 | 1.7                                                   | 4.5                                                   | 9.8                                                   | 16.2                                                  | 21.4                                                  | 25.4                                                  | 27.6                                                  | 29.0                                                  | 25.5                                                  | 19.5                                                  | 11.5                                                  | 3.9                                                   | 16.3                                                  |
| Temp. media (°C)                                      | -3.2                                                  | -0.7                                                  | 4.6                                                   | 10.7                                                  | 16.0                                                  | 20.5                                                  | 23.7                                                  | 24.7                                                  | 20.2                                                  | 13.7                                                  | 6.3                                                   | -0.9                                                  | 11.3                                                  |
| Temp. mín. media (°C)                                 | -8.1                                                  | -5.8                                                  | -0.6                                                  | 5.3                                                   | 11.0                                                  | 16.3                                                  | 20.6                                                  | 21.2                                                  | 15.6                                                  | 8.1                                                   | 1.2                                                   | -5.7                                                  | 6.6                                                   |
| Temp. mín. abs. (°C)                                  | -22.5                                                 | -19.4                                                 | -11.3                                                 | -4.4                                                  | 1.6                                                   | 6.9                                                   | 12.7                                                  | 12.5                                                  | 3.0                                                   | -4.2                                                  | -12.0                                                 | -19.8                                                 | -22.5                                                 |
| Precipitación total (mm)                              | 15.6                                                  | 22.5                                                  | 31.4                                                  | 64.9                                                  | 110.9                                                 | 110.0                                                 | 355.6                                                 | 300.4                                                 | 131.5                                                 | 55.8                                                  | 46.3                                                  | 21.3                                                  | 1266.2                                                |
| Días de precipitaciones (≥ 0.1 mm)                    | 5.0                                                   | 4.8                                                   | 6.0                                                   | 7.5                                                   | 8.2                                                   | 8.6                                                   | 14.1                                                  | 11.9                                                  | 7.4                                                   | 5.6                                                   | 7.5                                                   | 6.6                                                   | 93.2                                                  |
| Horas de sol                                          | 186.2                                                 | 186.5                                                 | 217.0                                                 | 221.7                                                 | 235.3                                                 | 208.5                                                 | 153.0                                                 | 184.9                                                 | 203.8                                                 | 214.3                                                 | 166.0                                                 | 171.8                                                 | 2349                                                  |
| Humedad relativa (%)                                  | 63.6                                                  | 61.0                                                  | 61.4                                                  | 62.4                                                  | 68.6                                                  | 75.1                                                  | 82.8                                                  | 79.9                                                  | 73.8                                                  | 68.9                                                  | 67.8                                                  | 65.4                                                  | 69.2                                                  |
| Fuente n.º 1: 기상청                                  |                                                       |                                                       |                                                       |                                                       |                                                       |                                                       |                                                       |                                                       |                                                       |                                                       |                                                       |                                                       |                                                       |
| Fuente n.º 2: 기상청                                  |                                                       |                                                       |                                                       |                                                       |                                                       |                                                       |                                                       |                                                       |                                                       |                                                       |                                                       |                                                       |                                                       |